# Пащук Андрій
Андрій Пащук (нар. 1891 — дата смерті невідома) — український політичний і громадський діяч на Волині.

## Біографія
З 1920 був головою луцької «Просвіти». У 1922—1927 роках був депутатом сейму. Член Комуністичної партії Західної України. У 1928 році виїхав до УРСР. З 1933 року його доля невідома.